# Ottolien Boeschoten
Ottolien Boeschoten (Heerde, 1 februari 1963) is een Nederlands actrice.
Vanaf 1990 speelde Boeschoten mee in diverse films en televisieprogramma’s. Daarnaast is ze te zien in reclamespotjes en in de humoristische sketches “Ons kent ons” in het televisieprogramma Man bijt hond. Samen met Jet van Boxtel speelde zij in het radioprogramma Borát de boerenzusters Kaat en Anna Schalkens, die later samen verder gingen onder de naam Nachtzusters. Tussen 2001 en 2007 speelde Boeschoten verschillende typetjes in het programma Radio Bergeijk. In 2015 werd rond haar persoon de documentaire "Oorlog en operette" gemaakt, waarin verslag wordt gedaan van een onderzoek naar het oorlogsverleden van de vader van Ottolien, onder regie van Maaike de Gruyter.

## Films
- 1990 - In krakende welstand (Kaat)
- 1990 - Romeo (Nel)
- 1991 - Een dubbeltje te weinig (vriendin van To)
- 2006 - Het woeden der gehele wereld (moeder Goudveyl)
- 2013 - Feuten: Het Feestje (crècheleidster)
- 2016 - Sneekweek (lerares)
- 2017 - De terugkeer van de wespendief (conrector)
- 2018 - Dorst (Marlies)
- 2019 - Vlekkeloos

## Televisie
- 1990 - De Sprookjeskast
- 1992 - Sjans (Jennie)
- 1994 - Pril Geluk (Flora)
- 1995 - Eten bij de buren
- 1995 - Coverstory (Gemma Koeman)
- 1996 - Fort Alpha (Pauline de Metz)
- 1997 - ZEP (presentatie)
- 1998-2015 - Man bijt hond (diverse typetjes in "Ons kent ons")
- 1999 - De Daltons (schooldokter)
- 2000 - Baantjer (Angela Hoop)
- 2003 - Schudden tot het sneeuwt (juffrouw Bubbels)
- 2004 - Wet & Waan (Jet de Winter)
- 2004 - Deining (vrouw in de overgang)
- 2008 - TiTa Tovenaar (Tante Truus)
- 2011 - Goede tijden, slechte tijden (Dokter Dellemijn)
- 2015 - Goedenavond dames en heren (Mevrouw De Haas)
- 2016 - SpangaS (balletlerares)
- 2018 - Flikken Maastricht (Baas van slachtoffer)
- 2019 - Goede tijden, slechte tijden (Marielle van Leusden)
- 2019 - De Toekomst is fantastisch (Psycholoog)
- 2020 - De regels van Floor (koper)
- 2021 - Het gouden Uur
- 2021 - Het Sinterklaasjournaal
- 2021 - Jos
- 2024 - Haantjes

## Theater
- 2003 - Godfried Bomans een opgewekt mens (Guusje Eibers)
- 2004 - Schudden tot het sneeuwt
- 2006 - 2007 Grease (Miss Linch)
- 2006 - KIEST! De Nachtzusters (Gemeenteraadsverkiezingen show)
- 2007 - Donkere Dagen / de Nachtzusters
- 2008 - Meer Donkere Dagen / de Nachtzusters
- 2010 - Zwart Dier Het Syndicaat
- 2010 - Brokken /de Nachtzusters
- 2011 - De Revue van Man Bijt Hond
- 2011 - Meer Donkere Dagen / Nachtzusters
- 2012 - Hamlet Please Continu Yan Duyvendak
- 2012 - De Bonte Buurtbus de Nachtzusters
- 2016/2017 - Iep! Boeschoten& Guthman (Kikproducties)
- 2018/2019 - Soof de Musical rol: Moeder Hansje (Cook a Dream)
- 2018/2019 - MEIS! Boeschoten & Guthman (Stipproducties)
- 2022/2023 - Kringloop Theatergezelschap VisàVis
- 2022/2023 - Familie Wolf komt hier wonen Boeschoten & Guthman
- 2025 - Soldaat van Oranje de musical (Wilhelmina)

## Reclame
- 2005 - LOI (Merel)
- 2013 - Almhof, "Helemaal Heidi"
- 2017-2019 - Radio- en tv-reclame voor Voltaren Emulgel, een geneesmiddel van GlaxoSmithKline
- 2021 - Fit op jouw manier (VWS)
- 2024 - Uitgekookt

## Radio
- 1984-1989 - Borát
- 1992 - Pluk van de Petteflet (hoorspel) (Dikke Dollie)
- 1995-2000 - Nachtzusters
- 2001-2007 - Radio Bergeijk (diverse gastrollen)